# Patrik Čarnota
Patrik Čarnota (Nitra, 5 september 1986) is een Slowaakse voetballer (middenvelder) die sinds 2010 voor de Slowaakse eersteklasser FC Spartak Trnava uitkomt. Voordien speelde hij voor MFK Dolný Kubín.